# Espai Verd
Espai Verd és un edifici residencial al barri de Benimaclet de la ciutat de València. Construït als anys 90 del segle XX seguint el model d'habitatges col·lectius a través de cooperatives, en què les decisions es reparteixen entre les persones que hi viuran amb l'estreta col·laboració de l'arquitecte, Antonio Cortés Ferrando, a imatge de l'edifici Habitat 67 de Mont-real (Canadà).
Ubicat en el límit de la ciutat i l'espai agrícola que l'envolta: l'horta de Benimaclet, l'Espai Verd aposta per la vegetació com a eix transveral de la seua construcció i compta amb cent huit habitatges en forma d'adossats en l'aire que suposen 21.000 quilòmetres quadrats construïts en vertical. Ací hi ha pisos normals, dúplexs, tríplex i fins a quatre cuádruplex. Els diferents habitatges que componen l'edifici es distribueixen de forma escalonada atenent a una orientació diferent per cadascun d'ells. Mentre al sud l'edifici està limitat a 5 plantes, la cara s'alça fins a les 15 altures. Aquesta configuració fa d'Espai Verd una construcció complexa i diferenciada de l'entorn urbà que l'envolta. Una modificació del Pla General d'Ordenació Urbana de la ciutat va permetre girar 45° l'edifici respecte a la trama urbana el que li confereix major singularitat. Per la seua complexitat i magnitud, Espai Verd va ser construït en quatre fases. Les dues primeres van acabar l'any 1992, la tercera i quarta l'any 1994.
L'Espai Verd s'emmarca dins l'arquitectura brutalista en la qual les formes geomètriques i el formigó són dos elements substancials. L'omnipresència de la vegetació esdevé un desafiament, no sols en el concepte d'habitatge vertical amb jardins individualitzats, també en el disseny estructural donat que cal incloure les càrregues del pes de la terra necessària per als jardins.